# Sjøholmen
Sjøholmen est une île norvégienne dans le comté de Hordaland. Elle fait partie du territoire de l'ancienne commune de Meland, aujourd'hui rattachée à Alver.

## Géographie
Rocheuse et couverte d'arbres, elle s'étend sur environ 171 m de longueur pour une largeur approximative de 38 m. Une digue artificiel la relie à Halsnøy, ce qui en fait un petit port de plaisance.